# Côte de Boucquemont
De Côte de Boucquemont is een heuvel in de Belgische Provincie Henegouwen. Ze bevindt zich op het grondgebied van Opzullik (Silly).

## Wielrennen
De Côte de Boucquemont is opgenomen in de Cotacol Encyclopedie met de 1.000 zwaarste beklimmingen van België. De top van de helling ligt in een doodlopende straat. In tegenstelling tot de meeste andere Cotacol-hellingen, ligt ze ietwat geïsoleerd op de landkaart. De dichtstbijzijnde helling, Boelarebos, bevindt zich in vogelvlucht op 12,7 km (noordwaarts).